# (33908) 2000 LL6
2000 أل أل 6 (ويعرف أيضًا باسم (33908) 2000 أل أل 6 وفق تسمية الكوكب الصغير) (بالإنجليزية: 2000 LL6)‏ هو كويكب ضمن حزام الكويكبات؛ وترتيبه 33908 من حيث الاكتشاف.
اكتُشف هذا الجُرم الفلكي بواسطة بحث لنكولن عن الكويكبات القريبة من الأرض في 5 يونيو 2000.

## وصلات خارجية
- (33908) 2000 LL6 في قاعدة بيانات مختبر الدفع النفاث لأجرام النظام الشمسي الصغيرة

- الاكتشاف · مخطط المدار ·  العناصر المدارية · المعلمات المادية

- (33908) 2000 LL6 على موقع ويكي سكاي: DSS2, SDSS, GALEX, IRAS, Hydrogen α, X-Ray, Astrophoto, Sky Map, Articles and images